# Dysdera fedtschenkoi
Espèce
Dysdera fedtschenkoi est une espèce d'araignées aranéomorphes de la famille des Dysderidae.

## Distribution
Cette espèce est endémique du Tadjikistan.

## Publication originale
- Dunin, 1992 : New species of Dysdera spiders (Aranei, Haplogynae, Dysderidae) from Middle Asia. Zoologicheskij Zhurnal, vol. 71, no 2, p. 136-140.